# ワコビア

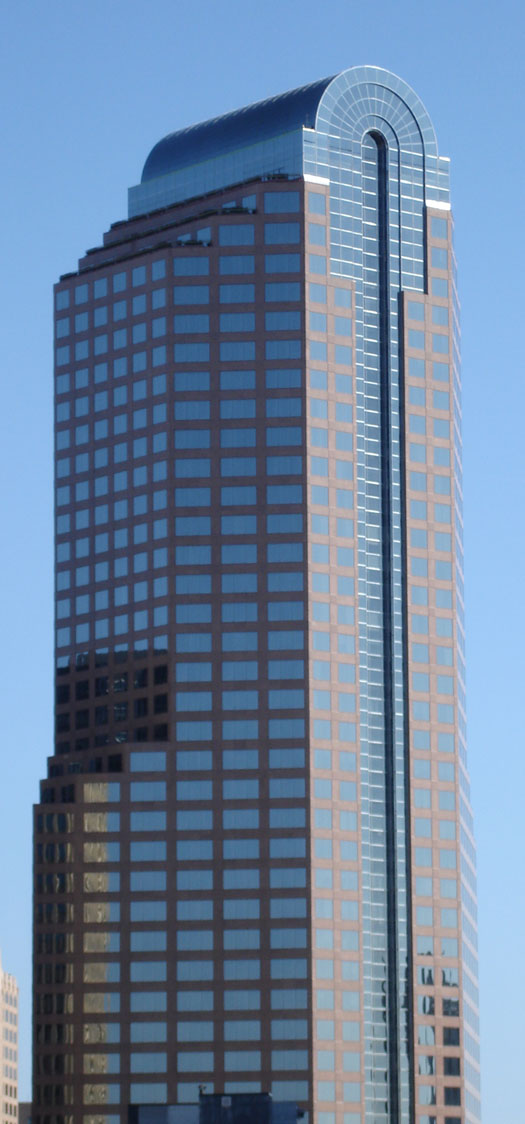
ワコビアセンター（シャーロット）

ワコビア（Wachovia Corporation）は、かつてノースカロライナ州シャーロットに本拠を置いていた、米国の大手金融機関である。多様で幅広い金融業務を展開しており、一般的な預金のほか、資産管理、コーポレートバンキング、投資銀行業務などを行った。
リテール分野ではワコビア銀行（Wachovia Bank）として、コネチカット州からフロリダ州、西はテキサス州まで、東部を中心とした15州で活動。西部においても、合併・統合処理中のウェスタン・フィナンシャルバンクをカリフォルニア州にもっていた。また、ワコビア証券（Wachovia Securities）は全米、およびラテンアメリカ6ヶ国において、リテールの証券売買仲介業務を行う。このほか、世界各国に40の支店を構えていた。
2009年より、ワコビアの商標がウェルズ・ファーゴに3年間で順次転換していくことが発表され、2011年10月15日にノースカロライナ州の最後の支店がウェルズ・ファーゴに転換され、消滅した。この衰退期には、メキシコの麻薬カルテルに関係した資金洗浄が摘発されて、2010年3月にワコビアは1.6億ドルの科料を払うことになった（英語版該当節）。

## 前身
今日のワコビアは、ファーストユニオン社と旧ワコビアの合併により誕生した。両社はこれを対等合併と発表したが、ファーストユニオンの本拠シャーロットが現在も引き継がれていることから分かる通り、実際のところはファーストユニオンによる旧ワコビアの買収だった。

### ファーストユニオン
ファーストユニオン（First Union Corporation）はシャーロットに本拠を置く巨大金融機関であった。2001年に旧ワコビアを買収し、存続会社の商号にはワコビアを残した。
かつてはファーストユニオン・ナショナルバンク・オブ・ノースカロライナと名乗っていた。1958年に金融機関3社（ユニオン・ナショナルバンク、ファースト・ナショナルバンク、トラストカンパニー・オブ・アッシュビル）の合併により設立された。
同行はワコビア買収以前にも80以上の金融機関を買収している。

#### コアステート買収の失敗
フィラデルフィアに本拠を置くコアステート・フィナンシャル（CoreStates Financial Corporation）は、1998年にファーストユニオンに買収された。この買収は、結果として大失敗に終わった。
ファーストユニオンはコアステート買収後、両社のコンピュータシステム統合を迅速に終了させようとした。しかし、旧コアステート社員は新システムに不慣れであったため、旧店舗間の取引ではトラブルが続発。預金振込や貸出しなどに支障を来たし、大量の顧客（当時の全体の2割近く）を失った。
さらにその後、合併にあたって、実際の帳簿価格の4倍もの費用をかけていたことが判明している。
コアステートを含めた相次ぐ金融機関買収、それに伴う失敗が重なり、ファーストユニオンの成長は鈍化。1999年には数千人の行員解雇を迫られた。

### 旧ワコビア
ワコビア・バンク・アンド・トラスト（Wachovia Bank and Trust）は1911年、ワコビア・ナショナルバンク（1879年設立）とワコビア・ローン・アンド・トラスト（1893年設立）の合併により誕生した。両社はノースカロライナ州ウィンストンセーラムに本拠を置いていた。
1986年12月12日、旧ワコビアはファースト・アトランタを買収。アトランタ・ナショナルバンクとして1865年9月14日に設立された同行は、アトランタの最古参の銀行であった。これにより、旧ワコビアは米国でも珍しい、本社機能を2都市（ウィンストンセーラムとアトランタ）に置く体制となる。
1998年、旧ワコビアはジェファーソン・ナショナルバンクとセントラル・フィデリティ・バンク（いずれもバージニア州地盤）を買収。
2000年には旧ワコビアとして最後の買収となる、リパブリック・セキュリティ・バンクを手に入れ、フロリダ州の営業網を獲得した。

## ファーストユニオンと旧ワコビアの合併
2001年4月16日、ファーストユニオンが旧ワコビアとの経営統合を発表した。形式としては共同出資による対等合併だったが、前述の通り、事実上ファーストユニオンによる旧ワコビア買収である。この発表は金融関係者に大きな衝撃を与えた。旧ワコビアが2000年に経営危機に陥り、買収対象として見なされ始めた頃、サントラストに身売りする、いわゆる「タバコ・コーラ」合併の観測が強かったためである（これは、旧ワコビアがタバコメーカーと長年協力関係にあり、対してサントラストがコカ・コーラ社のIPO以来の大株主であることに由来する）。
ワコビアの前CEOバッド・ベーカーは、ファーストユニオンとの合併を秘密裏に進めるため、ファーストユニオンCEOケン・トンプソンとの交渉をモーテルで行っていた、と後に語っている。
この合併に対しては、各方面から批判の声も上がった。特にアナリストらは、ファーストユニオンによるコアステート買収時の悪夢が繰り返されることを恐れていた。
また、ウィンストンセーラムの市民や政治家からは、地元の有力企業が買収されることによって、雇用面などで市にマイナス影響を及ぼすことを懸念していた。ウィンストンセーラムは、シャーロットに比較し極めて小規模の都市であり、新銀行の本社機能がシャーロットに集中されるのは明らかだった。
結局、ファーストユニオンは、資産管理部門とカロライナ地区の本部をウィンストンセーラムに置くとしたことで、こうした不安を沈めた。

### サントラストとの攻防
2001年5月14日、アトランタに本拠を置くサントラスト（SunTrust）が、ファーストユニオンに対抗し旧ワコビア買収を発表。金融セクターにおける初の敵対的買収工作であった。
かねてから、サントラストは長年、断続的に旧ワコビアと合併交渉をしていると噂されていた。この「タバコ・コーラ」実現のために、サントラストは、「より円滑な合併手腕」を強調。ファーストユニオンよりさらに高額の株式買取を提示した。
しかし、旧ワコビア経営陣はサントラストからの提案を拒絶。ファーストユニオンとの合併を是が非でも進める決意を改めて示した。
それでもなお、サントラストは買収工作を続け、夏を過ぎてもファーストユニオンとの「冷戦」状態にあった。互いに買収金額を引上げ、新聞広告を打ち出し、株主に書簡を送り、ついに決着は法廷に持ち込まれた。ファーストユニオンはノースカロライナ州議会に対してロビー活動までも行い、サントラスト側に不利になるよう企業統治法を改正するよう求めた。
最終的に同年8月3日、旧ワコビア株主はファーストユニオン案に賛同。株主らは特に、サントラストの提案「ワコビア経営陣の刷新」を快く思わなかったようである。こうして、旧ワコビアを巡るサントラストとの攻防は終結した。

### その後
残った課題はクレジットカード部門であった。2001年4月、旧ワコビアはクレジットカード部門を80億ドルで売却することでバンクワンと合意していた。一方、ファーストユニオンは既に、2000年8月、クレジットカード部門を独立系のクレジットカード会社MBNAに売却していた。統合される両社の事業部門が別々に売却されることについては、後に各社間で交渉がなされた。結果、2001年9月、新ワコビアがバンクワンからクレジットカード部門を買い戻し、MBNAに再売却することとなった。買い戻しにあたって、ワコビアはバンクワンに3億5,000万ドルを新たに支払うこととなった。
2001年9月4日、ファーストユニオンと旧ワコビアは正式に合併し、新生ワコビアが誕生した。コアステートの失態を教訓とし、新銀行はシステム統合を慎重に進めた。両行が店舗を持っていた米国南東部から新システムへの切替を開始し、順次北東部へと移って行った。全店舗で作業が完了したのは2003年8月18日で、実に合併から2年間を要したことになる。
また、旧ワコビアとファーストユニオンの合併後、各地に建つ「ファーストユニオン」の名を掲げる高層ビルはすべて「ワコビア」にその名を変えた。シャーロットにある第1〜第4ファーストユニオンビルは、第1〜第4ワコビアセンターにそれぞれ改名。マイアミのダウンタウンにある55階建て「ファーストユニオンタワー」は「ワコビアタワー」に改名した。
同様に、ファーストユニオン保有の競技施設にも影響が及んだ。ファーストユニオンセンター、ファーストユニオンスペクトル（フィラデルフィア）や、ファーストユニオンアリーナ（ペンシルベニア州ウィルクスバリ）なども、現在ではワコビアセンター、ワコビアスペクトル、ケイシープラザ・ワコビアアリーナとして知られる。

## その後のワコビア
コアステート買収と比べれば、ファーストユニオンと旧ワコビアの合併は大成功に終わった。新銀行の着実な戦略によって、かつてのような大規模な顧客離れは起きなかった。それどころか、新ワコビアは誕生以来、各種の顧客満足度調査において毎年第1位を獲得している。加えて、同行株価も力強い上昇を続けており、旧ワコビア以来の株主にも十分な利益還元を実現している。これは、買収工作に力を注いだあまり、現在では株主からの批判に晒されているサントラストと対照的だ。
この背景には、前身の両社の社風の違いがある。ファーストユニオンが合併・買収を重ねて成長した、革新性・起業家精神を主んじる社風であったのに対し、旧ワコビアは優れたリテールサービスで知られていた。この違いはそれぞれ強みとなって、補完機能を果たし、新生ワコビアの成長を支えた。
2004年11月1日、ワコビアはアラバマ州バーミングハムに本拠を置くサウストラスト（SouthTrust Corporation）を143億ドルで買収。これによりワコビアは、米国東部で最大、全米でも第4位の資産規模を誇る銀行持株会社となった。店舗数では全米第2位である。
フォーブス誌による2006年版米国企業番付500（Forbes 500）では第57位にランクインしている。
子会社のワコビア証券は、2003年7月1日にプルデンシャル・フィナンシャル傘下のプルデンシャル証券を合併しており、ワコビアが62%の株式を保有している。預り資産では、全米で第3位のリテール証券会社となった。

### クレジットカード
2005年6月、ワコビアはかつてクレジットカード事業を売却したMBNAの買収交渉に入るが、買収金額で折り合いがつかず決裂。数週間後、MBNAはワコビア最大の競合相手バンク・オブ・アメリカに買収されることで合意。
2005年11月2日、ワコビアはMBNAとのクレジットカード事業での提携を終了し、独自にクレジットカード部門を立ち上げると発表。2006年夏にも開始する計画としているが、クレジットカード会社キャピタルワンを買収するとの観測も依然根強い。キャピタルワンを買収すれば、既に安定した顧客基盤を獲得できるだけでなく、ルイジアナ州やテキサス州におけるプレゼンスを高めることもでき、ワコビアにとっては極めて有利である。ちなみに、キャピタルワンはかつてシグネット・バンクの傘下で、そのシグネットをファーストユニオンが買収した経緯がある。

### カリフォルニア市場
ワコビアにとって、カリフォルニアでの地位向上が長年の悲願であった。2006年、ウェスタン・フィナンシャルバンク買収を足がかりとし、カリフォルニア進出。カリフォルニア南部の19店舗を手に入れると同時に、オートローン取扱は現在の2倍以上になり、全米9位の規模となる。
同年5月8日、ワコビアはゴールデンウェスト・フィナンシャルを242億ドルで買収することで合意した。これによりワコビアは西部10州に広がる285の店舗網を手に入れた。ゴールデンウェストはカリフォルニアにおいて、「ワールド・セービング・バンク」のブランド名で320億ドルの預金を扱っており、ワコビアの悲願はとりあえず達成と言えよう。

## 金融危機による業績悪化と救済合併
2008年9月にアメリカで生じた金融危機はワコビアの急激な株価下落をもたらし、一時は同じく損失の拡大していたモルガン・スタンレーとの合併の可能性も報道されたが、同月29日、アメリカ連邦預金保険公社(FDIC)はシティグループが銀行事業を21億ドル（約2200億円）で買収することを発表した。この買収にはワコビアが保有している資産の損失が一定額を超えた場合には損失補てんが受けられる条項が入っている。これにより新銀行の資産は2兆9000億ドル（約307兆円）にのぼり、世界最大級になるはずだったが、経営不安を払拭するには至らず、10月3日に今度は米銀準大手のウェルズ・ファーゴがワコビアの株式を約151億ドル（約1兆6000億円）で取得すると発表(政府支援はなし)。同時に、シティグループによる合併をワコビア側が一方的に撤回することとなった。
買収合意を反故にされたシティグループはワコビアとウェルズ・ファーゴの両者を相手取り法廷闘争に持ち込んでいたが、金融危機のさなか訴訟の長期化を避けたい米連邦準備制度理事会(FRB)が仲裁に乗り出したこともあり、10月9日、シティグループはワコビアの銀行部門を断念するに至った。ただし、シティグループは両行に対し合計600億ドル（約5兆9000億円）の損害賠償を求めた訴訟は継続する。

## ブランディング
新生ワコビアのコーポレートアイデンティティは、インターブランドが手がけた。
ファーストユニオンの緑色、旧ワコビアの青色、それぞれのコーポレートカラーを引き継ぎ、銀色の波がモチーフとした前衛的なロゴが誕生した。セリフ体のロゴタイプは、旧ワコビアを継承している。

## スポーツとワコビア
前出のスタジアムなど、ワコビアはスポーツ振興事業にも積極的である。シャーロットで開催されるPGAツアートーナメント「ワコビア選手権」のスポンサーである。
また、以下のチームのスポンサーでもある。

### アメリカンフットボール（NFL）
- ニューヨーク・ジャイアンツ
- マイアミ・ドルフィンズ
- ジャクソンビル・ジャガーズ

### バスケットボール（NBA）
- シャーロット・ボブキャッツ
- フィラデルフィア・セブンティシクサーズ
- サンアントニオ・スパーズ
- ヒューストン・ロケッツ

また、フィラデルフィアで開催される自転車レースのスポンサーも務めていたが、この大会はスポンサー銀行の合併・買収が相次ぎ、何度もその名前を変えてきた。ワコビアは2005年からスポンサーを降り、代わってコマース・バンコープが主催する。2006年以降は「フィラデルフィア国際選手権」となり、特定企業の社名が入らなくなる予定。